# Hotaru no hikari - Il film
Hotaru no hikari - Il film (映画ホタルノヒカリ Eiga Hotaru no hikari) è un film del 2012 diretto da Hiroshi Yoshino.
Si tratta della pellicola cinematografica conclusiva del dorama in due stagioni intitolato Hotaru no hikari; ha gli stessi attori protagonisti della serie TV.

## Trama
Sono passati due anni ed Hotaru e Seiichi, il suo capo ora diventato marito, vivono felicemente insieme. La giovane sposa viene però presto a conoscenza di un sogno nel cassetto di Seiichi, un desiderio che non ha mai potuto realizzare prima: andare in vacanza a Roma con la sua legittima moglie.                                                                                                    Alcune sequenze del viaggio verso Civita di Bagnoreggio sono state girate nel centro storico di Artena.
Ispirandosi a Vacanze romane i due fanno in fretta e furia i bagagli e partono in luna di miele in direzione della capitale italiana.